# Strzelce Wielkie (gmina)
Strzelce Wielkie (daw. gmina Zamoście) – gmina wiejska w województwie łódzkim, w powiecie pajęczańskim. W latach 1975–1998 gmina położona była w województwie częstochowskim.
Siedziba gminy to Strzelce Wielkie.
Według danych z 31 grudnia 2009 gminę zamieszkiwało 4798 osób.

## Struktura powierzchni
Według danych z roku 2007 gmina Strzelce Wielkie ma obszar 78,00 km², w tym:
- użytki rolne: 82%
- użytki leśne: 10%.

Gmina stanowi 9,70% powierzchni powiatu pajęczańskiego.

## Demografia

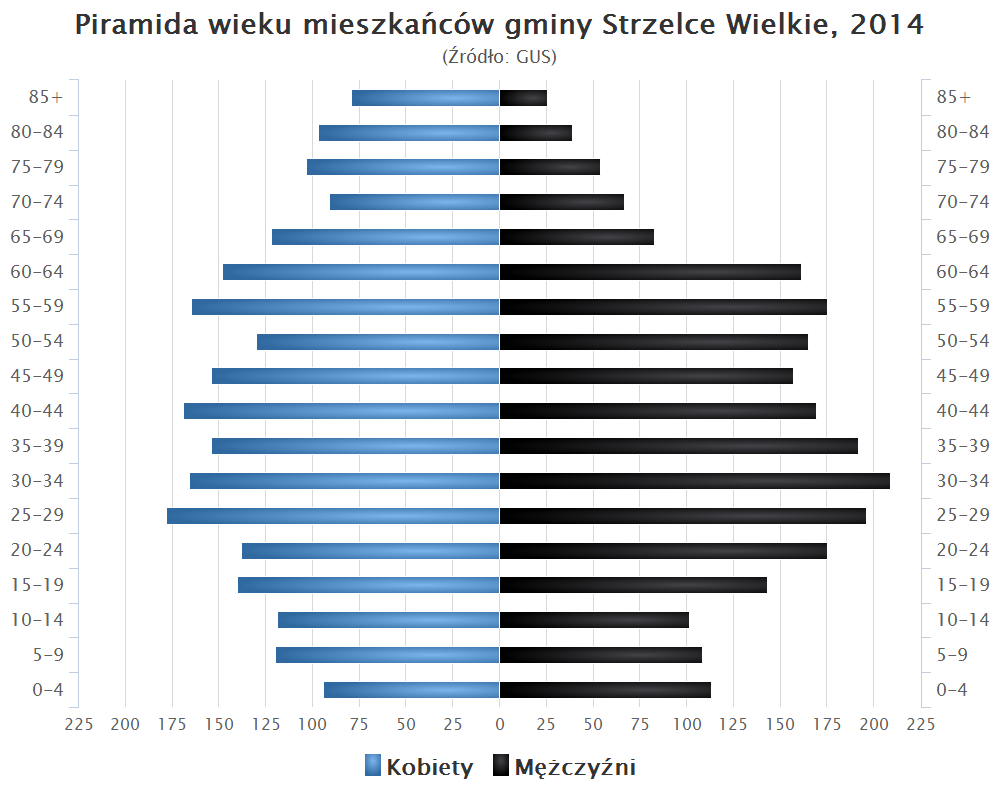
Piramida wieku mieszkańców gminy Strzelce Wielkie w 2014 roku

Dane z 31 grudnia 2007:
| Opis                              | Ogółem | Ogółem | Kobiety | Kobiety | Mężczyźni | Mężczyźni |
| --------------------------------- | ------ | ------ | ------- | ------- | --------- | --------- |
| jednostka                         | osób   | %      | osób    | %       | osób      | %         |
| populacja                         | 4856   | 100    | 2460    | 50,7    | 2396      | 49,3      |
| gęstość zaludnienia (mieszk./km²) | 62     | 62     | 32      | 32      | 31        | 31        |

## Sołectwa
Antonina, Dębowiec Mały, Dębowiec Wielki, Górki, Marzęcice, Pomiary, Skąpa, Strzelce Wielkie, Wiewiec, Wistka, Wola Jankowska, Wola Wiewiecka, Zamoście-Kolonia, Zamoście.

## Sąsiednie gminy
Lgota Wielka, Ładzice, Nowa Brzeźnica, Pajęczno, Sulmierzyce